# Proconura propinqua
Proconura propinqua är en stekelart som först beskrevs av Nikol'skaya 1960.  Proconura propinqua ingår i släktet Proconura och familjen bredlårsteklar. Inga underarter finns listade i Catalogue of Life.